# Gyanendra
Gyanendra Bir Bikram Shah Dev (Kathmandu, 7 juli 1947) was de laatste koning van Nepal (2001–2008). Hij kwam aan de macht na een dramatische schietpartij in het koninklijk paleis, waarbij de koning (zijn voorganger) en andere edelen om het leven kwamen.
Gyanendra is de tweede zoon van koning Mahendra. In november 1950 werd Gyanendra's grootvader, koning Tribhuvan, korte tijd afgezet en werd Gyanendra tot koning uitgeroepen. In januari 1951 werd Tribhuvan echter weer als koning hersteld. In dat jaar kwam er ook een einde aan de macht van de familie Rana, die sinds 1846 de lakens uitdeelde in Nepal.
Gyanendra studeerde aan de St. Joseph's college te Cambridge, in Darjeeling in India en aan de Nepalese Tribhuvan Universiteit.
Op 1 juni 2001 schoot kroonprins Dipendra zijn vader, koning Birendra, in het koninklijk paleis dood, alsook andere mensen die daar aanwezig waren. Uiteindelijk schoot Dipendra ook een kogel door zijn eigen hoofd. Dipendra werd nog levend naar het ziekenhuis gebracht en werd bovendien, volgens vaste geplogenheden, zelfs nog tot koning uitgeroepen. Gyanendra (broer van Birenda) nam het regentschap op zich. Op 4 juni 2001 overleed Dipendra en werd Gyanendra voor de tweede keer koning. Door zijn repressieve beleid verergerde de Nepalese Burgeroorlog tussen de regering en de maoïstische rebellen.
Direct na zijn aantreden bleek dat koning Gyanendra zijn constitutionele rol te bescheiden vond, en hij begon zich dan ook actief te bemoeien met de regering. In oktober 2002 stuurde koning Gyanendra premier Sher Bahadur Deuba naar huis en nam zelf het premierschap op zich. Zeven dagen later herstelde hij echter weer de democratie. Nog geen tweeënhalf jaar later, op 1 februari 2005, stuurde de koning premier Deuba opnieuw naar huis en trok weer alle macht naar zich toe. Als reden voor zijn optreden noemde de koning Deuba's falen om met de maoïstische rebellen tot een vergelijk te komen. Hij beloofde echter de democratie binnen drie jaar te herstellen, maar achtte democratische verkiezingen op het moment onmogelijk, omdat hij dan een bloedbad vreesde.
Op 18 mei 2006 ontnam het parlement hem zijn gezag over het leger, zijn juridische immuniteit en zijn vrijstelling van het betalen van belasting. Volgens premier Koirala weerspiegelde deze uitspraak, die unaniem is aangenomen, de stemming onder het volk. Gyanendra verloor ook zijn formele positie als staatshoofd. De term 'Zijner majesteits regering' werd vervangen door 'de Nepalese regering'. De koning trad terug na wekenlange straatprotesten. Ook India drong erop aan dat hij het veld zou ruimen. Eind 2007 werd beslist de monarchie af te schaffen. Dit gebeurde op 28 mei 2008, toen Nepal een republiek werd.
Oud-koning Gyanendra staat bekend als een liefhebber van poëzie en als een natuurbeschermer. Hij was voorzitter van de King Mahendra Trust for Nature Conservation en onderhoudt contacten met het Wereld Natuur Fonds (WNF).
Gyanendra is gehuwd met prinses Komal, een zuster van de door haar zoon gedode koningin Aishwarya. Het paar heeft een zoon Paras en dochter Prerana (gehuwd met Ray Bahadur Singh en sinds 10 oktober 2004 moeder van een zoon Partab).